# 永池健二
永池 健二（ながいけ けんじ、1948年3月5日 - ）は、日本古典文学（歌謡史・歌謡文芸の研究）研究者。奈良教育大学教育学部教育学部国語教育講座教授。佐賀県出身。

## 学歴
- 慶應義塾大学経済学部卒業[1]、青山学院大学大学院文学研究科日本文学日本語専攻博士課程単位取得退学（文学修士）。2012年『逸脱の唱声―歌謡の精神史―』で日本歌謡学会志田延義賞受賞。

## 著書
- 『柳田国男—物語作者の肖像』梟社、2010年、322頁。ISBN 978-4787763242。
- 『逸脱の唱声 歌謡の精神史』新泉社、2011年、322頁。ISBN 978-4787763266。

編著
- 『梁塵秘抄詳解 神分編』編 八木書店古書出版部 2017